# Санта-Джуста
Санта-Джуста (італ. Santa Giusta) — муніципалітет в Італії, у регіоні Сардинія,  провінція Ористано.
Санта-Джуста розташована на відстані близько 400 км на південний захід від Рима, 90 км на північний захід від Кальярі, 4 км на південний схід від Ористано.
Населення — 4874 особи (2014).
Покровитель — Santa Giusta.

## Демографія
Населення за роками:

Станом на 1 січня 2023 року в муніципалітеті офіційно проживало 69 іноземців з 23 країн, серед них 40 громадян країн Євросоюзу та 6 громадян України.

## Сусідні муніципалітети
- Алес
- Арбореа
- Маррубіу
- Моргонджорі
- Ористано
- Пальмас-Арбореа
- Пау

## Уродженці
- Сальваторе Гара (* 1953) — італійський художник.